# Neobulgaria premnophila
Neobulgaria premnophila är en svampart som beskrevs av Roll-Hansen & H. Roll-Hansen 1979. Enligt Catalogue of Life ingår Neobulgaria premnophila i släktet Neobulgaria,  och familjen Helotiaceae, men enligt Dyntaxa är tillhörigheten istället släktet Ombrophila,  och familjen Helotiaceae. Artens status i Sverige är: Ej påträffad. Inga underarter finns listade i Catalogue of Life.